# Paw Paw (Virginia Occidental)
Paw Paw es un pueblo ubicado en el condado de Morgan en el estado estadounidense de Virginia Occidental. En el Censo de 2010 tenía una población de 508 habitantes y una densidad poblacional de 370,08 personas por km².

## Geografía
Paw Paw se encuentra ubicado en las coordenadas 39°31′53″N 78°27′19″O / 39.53139, -78.45528. Según la Oficina del Censo de los Estados Unidos, Paw Paw tiene una superficie total de 1.37 km², de la cual 1.37 km² corresponden a tierra firme y (0%) 0 km² es agua.

## Demografía
Según el censo de 2010, había 508 personas residiendo en Paw Paw. La densidad de población era de 370,08 hab./km². De los 508 habitantes, Paw Paw estaba compuesto por el 92.91% blancos, el 2.36% eran afroamericanos, el 1.97% eran amerindios, el 0.39% eran asiáticos, el 0% eran isleños del Pacífico, el 0.39% eran de otras razas y el 1.97% pertenecían a dos o más razas. Del total de la población el 2.56% eran hispanos o latinos de cualquier raza.